# Ruta Nacional 92 (Argentina)
La Ruta Nacional 92 era el nombre que tenía antes de 1980 la carretera de 482 kilómetros en la Provincia de Santiago del Estero, República Argentina, que une el empalme con la Ruta Nacional 16 en la ciudad de Monte Quemado y el empalme con la Ruta Nacional 9 en el caserío El Jume, cerca del límite con la provincia de Córdoba.
Hasta principios de la década de 1970 la Ruta Nacional 92 se extendía entre las localidades de Monte Quemado y Quimilí. Luego se extendió el recorrido hacia el sur sobre las anteriores Ruta Nacional 93 y Ruta Nacional 94.
El 11 de septiembre de 1974 la Dirección Nacional de Vialidad firmó un convenio con su par santiagueña por el que se intercambiaban tramos de rutas: la Nación le cedía el tramo Quimilí - Otumpa - Tintina, mientras que recibía de la provincia la Ruta Provincial 116 que pasaba por Weisburd. Dicho convenio fue ratificado por Ley provincial de facto 4714 publicado en el Boletín Oficial el 6 de febrero de 1979.
Mediante el Decreto Nacional 1595 del año 1979 la jurisdicción de este camino pasó a la Provincia del Santiago del Estero. Actualmente corresponde a la Ruta Provincial 92.

## Localidades
Las ciudades y pueblos por los que pasa esta ruta de norte a sur son los siguientes (los pueblos con menos de 5.000 habitantes figuran en itálica).

### Provincia del Santiago del Estero
Recorrido: 482 km (kilómetro 0-482).
- Departamento Copo: Monte Quemado (kilómetro 0).
- Departamento Alberdi: Campo Gallo (km 88).
- Departamento Moreno: Tintina (km 147), Otumpa (km 206) y Quimilí (km 248).
- Departamento Juan F. Ibarra: Vilelas (km 287).
- Departamento General Taboada: Añatuya (km 348).
- Departamento Avellaneda: Colonia Dora (km 371).
- Departamento Salavina: Los Telares (km 442).
- Departamento Quebrachos: no hay poblaciones.
- Departamento Ojo de Agua: no hay poblaciones.